# Arisan ! (film)
Pour plus de détails, voir Fiche technique et Distribution.
Arisan ! (The Gathering) est un film indonésien réalisé par Nia Dinata, sorti en 2003.

## Synopsis
Des personnages de la haute société de Jakarta tentent de préserver les apparences lorsqu'ils se retrouvent chaque mois lors de soirées pour échanger les ragots et rivaliser de richesse. Mais le mari de Meimei l'a quittée pour une autre, Andien est trompée par son mari, et Sakti cache qu'il est homosexuel. Quand Meimei s'éprend de Nino, ce dernier se révèle en fait davantage intéressé par Sakti.

## Distribution
- Cut Mini Theo : Meimei
- Tora Sudiro : Sakti
- Surya Saputra : Nino
- Aida Nurmala : Andien

## Autour du film
Le film a pu sortir en Indonésie sans que certaines scènes (une fellation vue de loin et un baiser entre deux hommes) soient coupées, ce qui est vu comme une avancée par le sociologue et militant Dede Oetomo. Le scénariste a déclaré être conscient du risque qu'il y avait à aborder le sujet de l'homosexualité dans un film, ce qui pourrait déclencher les réactions de groupes religieux.